# 曾培堯
曾培堯（1927年12月12日—1991年12月27日），當代藝術家、畫家、藝術評論家、策展人、藝術工作者。台南州台南市人，曾師事顏水龍、郭柏川，投身藝術工作數十年，提攜許多後進，在台灣藝術史上扮演承先啟後的重要角色，成立畫室及「世代畫會」，從事美術普及教育工作，不分跨域、跨年齡的受眾，曾培堯推廣藝術及創作風氣不遺餘力，對臺南、臺灣藝壇影響深遠
。

## 生平
曾培堯，1927年出生於台南市，父親曾耀昆任教於安平公學校，1936年台灣本土藝術家黃土水及陳澄波先後在日本帝國美術展覽會（簡稱「帝展」）入選，受到這股浪潮影響，曾培堯的三叔曾耀岳赴日學習繪畫，1936年曾培堯在台南大天后宮巧遇日本畫家繪畫，曾培堯受到叔叔及日本畫家的影響，開啟了對藝術創作的濃厚興趣。
1939年，公學校未畢業曾培堯就被派到軍需單位實習，1945年自臺南專修商業學校高等科畢業，時值二戰後期，美軍轟炸台灣，隨服務單位被疏散至至玉井。期間開始寫生紀錄台南家鄉風景，戰爭結束後，曾培堯繼續寫生，1947年自台南市立初級商業職業學校畢業後，工作之餘曾培堯到台南工學院旁聽顏水龍教授的美術課。1948年曾培堯進入台糖公司工作，初期分配於雲林龍巖糖廠，1950年，其弟曾錦堂就讀台南工學院附屬工業學校機械科期間，因受到學校老師徐國維吸收，加入台南市工委會被捕入獄，期間曾培堯數次與弟弟通信，此事件對曾培堯心中造成很大影響，在此時期的創作以黑、灰及紅等灰黯的色調為主，呈現出極度壓抑、恐懼的張力，抒發了其心中對於時代悲劇在他的家族中所造成的無法言語的衝擊，也使他對生命的無常有更深刻的體悟。
1953年，曾培堯進入台糖農業工程處會計課工作，於台南工學院旁聽郭柏川教授的美術課，其創作生涯進入「主觀表現具象時期」，1954年曾培堯加入「台南美術研究會」，擔任常務理事兼總幹事，自此襄助該會長達三十餘年，作品入選第九屆「台灣省美展」。
1955年創作進入「抽象表現時期」，1957年參加「自由中國美展」，並協助該展舉辦「台灣南部巡迴展」，1958年，其作品入選「台陽美展」，1960年參選「香港國際繪畫沙龍」，結識藝術評論家顧獻樑，選修其在成功大學開設之中外美術史課程，學習藝術史及藝術評論。
1962年，曾培堯在國立台灣藝術館舉辦個展，並參加「西貢國際美展」、「中國水彩畫會」年展，應邀在國立教育電台講述「現代美術欣賞」專題，繪畫進入「探索生命根源時期」，於各報章雜誌發表藝評數百篇。
1964年，曾培堯與黃朝湖、柯錫杰、劉生容、許武勇、鄭世璠成立「自由美術協會」、並參加「中國現代水墨畫會」及「中國現代版畫會」開始創作水墨畫及現代版畫。1965年，參加羅馬「現代藝展」，繪畫進入「追求生命繁殖與連鎖時期」，1967年主持中廣台南台藝文節目，繪畫進入「邁向生命永恆時期」。
1969年，參加國立歷史博物館舉辦的「中國當代藝術巡迴展」，成立「世代畫會」，舉辦寫生、觀摩及年展，繪畫進入「高唱生命謳歌時期」。1970年，於台北美國新聞林肯中心舉辦個展，參加西班牙「國際現代美展」，素人畫家洪通師從曾培堯，於此時進入曾培堯畫室創作長達一年多。
1971年曾培堯參展第十一屆巴西「聖保羅國際雙年展」，獲得中山學術文化基金會文藝創作獎助，1972年獲教育部社會教育金質獎章。或美國國務院邀請訪美，並於紐約聖若望大學演講「中國繪畫-古代到現代的演變」，1973年自台糖退休後全力投入藝術創作，於美國威斯康辛州參加「中國現代名家十人展」，與陳輝東、林智信、王再添、陳泰元、劉文三創立「六合畫會」，每年舉辨聯展，繪畫進入「自然、神性、人性和生命的虛實關係時期」。
1974年，在國立歷史博物館及美國費城舉辦個展，參加「中國油畫學會」及該會年展，參加東京美術館舉辦之「中國現代繪畫十人展」。1976年應聘為參加「高雄市美術協會」榮譽會員，應邀訪問日韓。1977年被推舉為「國際美術教育協會」會員、「香港版畫協會」會員，1979年參加香港版畫邀請展，並由行政院新聞局安排赴美國洛杉磯、華府、紐約、加拿大多倫多等地舉行個展。
1982年赴美舉辦個展，並代表台南市訪問美國多個姊妹市，於阿拉斯加大學講學，參加「世紀美術協會」年展。1983年，參加韓國第四屆、西德第七屆「國際版畫展」、台北市立美術館之「國內畫家聯展」。1984年於台灣省立博物館舉辦個展，參加西班牙第六屆「國際版畫雙年展」、1985年參加韓國「亞細亞國際現代美展」、應邀參加台北市立美術館之「當代版畫邀請展」、「國際水墨特展」。
1986年於國立歷史博物館國家畫廊舉辦個展，參加日本金澤美術館「國際美術展」、台北市立美術館之「中國現代繪畫回顧展」、「中國水墨抽象展」等，並應聘為國立歷史博物館美術審議委員。
1987年參加漢城國立現代美術館舉辦之「中國當代藝術展」，應邀參加高雄美國在臺協會「訪美藝術家聯展」，繪畫進入「生命本質與重生時期」。1988年參加哥斯大黎加國立美術館「中國當代美術展」、1989年夏威夷舉辦「中國當代版畫展」，應邀參加國立歷史博物館「當代藝術發展藝術家作品展」、台南市政府「台南市資深藝術家聯展」，1990年出版《曾培堯畫集1945-1989》。
1991年12月27日因直腸癌病逝於台北市立陽明醫院。

## 藝術風格
不是學院出身的曾培堯，因為跟郭柏川(1901-1974)、顏水龍(1903-1997)學畫，打下了良好的繪畫基礎；1958年抽象繪畫在台灣形成風潮，他的畫風也轉向抽象形式，但表現題材跟內容卻沒有脫離東方的哲思，創作靈感也都從民俗跟宗教藝術中獲得；1964年時跟黃朝湖(1939-)等人共組「自由美術協會」推展現代藝術；而創作形式不局限的他，運用抽象跟具象之間的象徵形式，把冥想憂鬱和悲愴等問題表現出來，也開創了個人的繪畫風格；1986年畫的〈人我合一〉作品，以大膽的留白，如夢如幻的物象組合，看起來抽象又具象；藝術家打破形式的藩籬，把特有的東方哲思融入畫境，透過畫面不同人物的錯置，詮釋出無欲、無私、無我「人我合一」 的真義，也展現了中國現代繪畫的新面貌。

## 相關著作
- 曾培堯，《構圖研究》（藝術圖書公司，1980）
- 徐婉禎，《曾培堯 生命．大覺》（藝術家，2020）
- 曾培堯，《西洋古典音樂欣賞》（1977）
- 蔡獻友，《曾培堯：聲聞乘》（台南市政府文化局，2014）
- 許生霖，《紙上的宇宙：曾培堯畫史檔案精選集》（國立成功大學臺灣藝術史料研究中心，2023）